# فيل موريسون (لاعب كرة قاعدة)
فيل موريسون (بالإنجليزية: Phil Morrison)‏ هو لاعب كرة قاعدة أمريكي، ولد في 18 أكتوبر 1894 في روكبورت في الولايات المتحدة، وتوفي في 18 يناير 1955 في ليكسينغتون في الولايات المتحدة.

## وصلات خارجية
- فيل موريسون على موقعبيزبول رفرنس.كوم (الدوري الرئيسي) (الإنجليزية)